# Euphorbia eleanoriae
Euphorbia eleanoriae là một loài thực vật có hoa trong họ Đại kích. Loài này được (D.H.Lorence & W.L.Wagner) Govaerts mô tả khoa học đầu tiên năm 2000.